# Bishops' House

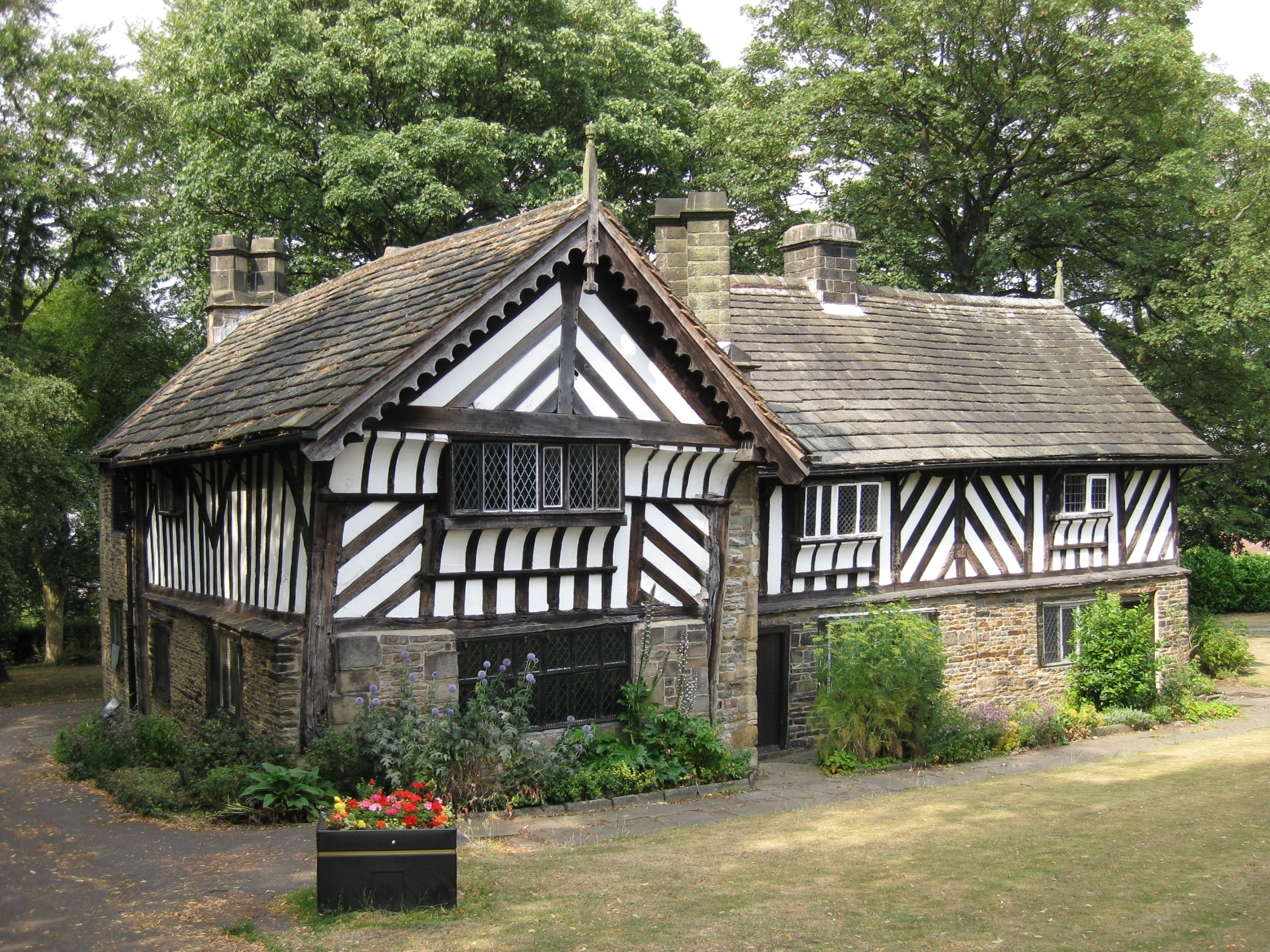
Bishops' House

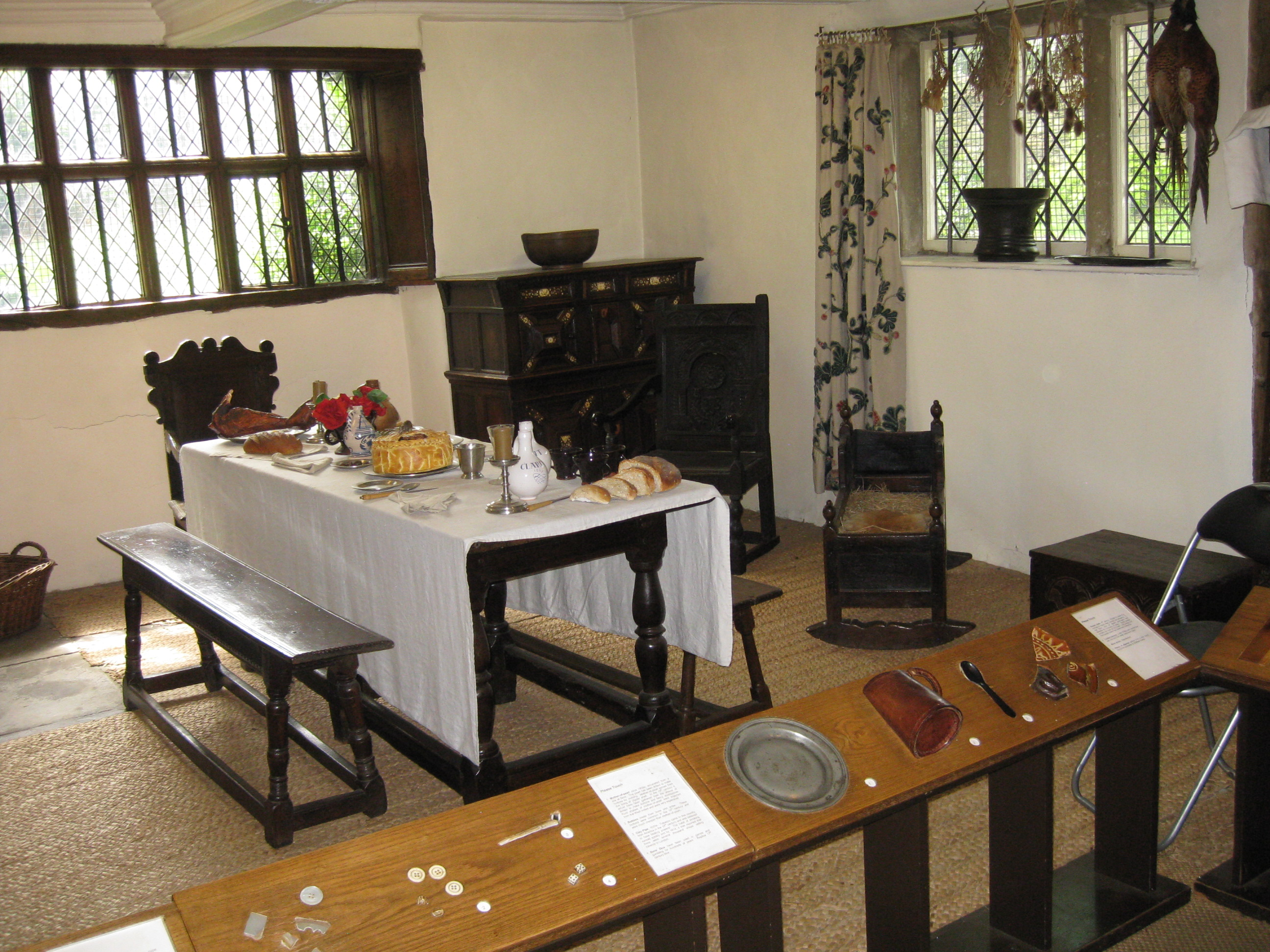
El comedor

Bishops’ House (en español, la Casa de los Obispos) es una casa con entramado de madera en el distrito de Norton Lees de la ciudad de Sheffield, en Inglaterra. Se construyó alrededor del año 1500 y se encuentra en el extremo sur del parque Meersbrook Park. Es una de las tres casas con entramado de madera que aún quedan en Sheffield (las otras dos son el pub Old Queen's Head y el edificio Broom Hall). 
Se conoce como Bishops’ House porque se dice que se construyó para dos hermanos, John y Geoffrey Blythe, que acabaron siendo obispos. De todas formas, no hay pruebas de que llegaran a vivir en esta casa y el primer habitante del que se tiene constancia es William Blythe, un granjero y fabricante de guadañas que vivió aquí desde 1627.
Samuel Blyth, que murió en 1753, fue el último miembro de la familia en vivir en la casa y tras su fallecimiento sus hijos la vendieron a un tal William Shore. La familia Blyth se trasladó posteriormente a Birmingham. Algunos descendientes destacados fueron Benjamin Blyth, Sir  rthur Blyth and Benjamin Blyth II. La casa se alquiló entonces a un granjero y su jornalero, momento en que se dividió en dos viviendas.
En 1886 la propiedad pasó al Ayuntamiento de Sheffield (Sheffield City Council) y varios empleados del departamento de parques y jardines vivieron en la casa hasta el 1974.
Se trata de un monumento clasificado de grado II* y ha funcionado como museo desde 1976, después de la rehabilitación financiada por el Ayuntamiento de Sheffield y la fundación English Heritage (Patrimonio Inglés). La fundación Sheffield Galleries and Museums Trust gestionó el edificio durante algunos años hasta abril de 2011, cuando, en nombre del Ayuntamiento de Sheffield, que es el propietario del edificio, se concedió la gestión de su apertura al público a la organización Friends of Bishops' House (Amigos de la Casa de los Obispos). El edificio está abierto al público los sábados y domingos de 10 h a 16 h. En abril de 2012, la fundación Sheffield Galleries and Museums Trust dejó de ofrecer visitas educativas y, entonces, la asociación Friends of Bishops' House empezó a organizar también visitas escolares. Las exposiciones en el interior de la casa han sufrido algunos pequeños cambios últimamente, pero aún están comisariadas por la fundación Sheffield Galleries and Museums Trust. La organización Friends of Bishops' House es una organización benéfica registrada y una sociedad limitada por garantía gestionada únicamente por voluntarios. La casa contiene exposiciones sobre la vida en los siglos XVI y XVII, con dos habitaciones decoradas en estilo jacobino.
El edificio aparece en la portada de The Casket Letters, el segundo álbum de la banda local Monkey Swallows the Universe.